# وال استریت (فیلم ۱۹۸۷)
وال استریت (به انگلیسی: Wall Street) فیلمی به کارگردانی الیور استون محصول سال ۱۹۸۷ آمریکا است.
دنباله این فیلم وال استریت: پول هرگز نمی‌خوابد در سال ۲۰۱۰ منتشر شد.
از بازیگران اصلی آن می‌توان به مایکل داگلاس، چارلی شین، داریل هانا، ترنس استامپ، مارتین شین، جان کریستوفر مک‌گینلی، هال هالبروک، شان یانگ، جیمز اسپیدر و جیمز کارن اشاره کرد.

## خلاصه داستان
کارگزار جوان بورس ، باد فاکس (چارلی شین) باید میان معیارهای کار و زندگی پدرش و قهرمان وال استریت ، گوردون گکو (مایکل داگلاس) یکی را انتخاب کند ...